# Diplazium ambiguum
Diplazium ambiguum là một loài thực vật có mạch trong họ Woodsiaceae. Loài này được Raddi miêu tả khoa học đầu tiên năm 1819.